# Kênh Cái Sắn
Kênh Cái Sắn (tên gọi khác là Kênh Rạch Sỏi – Vàm Cống hay Sông Rạch Sỏi) là một kênh đào chạy dài từ Sông Hậu đến vùng biển Vịnh Thái Lan. Kênh này dài khoảng 58km, chạy qua tỉnh An Giang và thành phố Cần Thơ. Trước đây, kênh này còn được gọi là kênh Rạch Sỏi. Có hai cách giải thích nguồn gốc của tên Cái Sắn. Cách giải thích thứ nhất dựa theo tiếng Phù Nam cổ. Từ "Cái" tạm hiểu là "sông nhỏ", bắt nguồn hay chảy ra một con sông lớn hơn (Hậu Giang). Khi kênh Cái Sắn được đào, trên Vàm Cái Sắn trước đó có cây sắn thuyền. Theo cách giải thích thứ hai, từ Cái Sắn là cách đọc trại của Cà Xăng, tên một loại cây trong tiếng Khmer.

## Vị trí địa lý
Kênh Cái Sắn nằm trong vùng Đồng bằng Sông Cửu Long. Kênh này bắt nguồn từ Sông Hậu. Thượng nguồn của kênh cách trung tâm thành phố Long Xuyên khoảng 10 km về phía Biển Đông. Vùng này cũng được gọi là Vàm Cống. Kênh Cái Sắn xuôi theo hướng tây nam đổ ra Vịnh Rạch Giá ở Rạch Sỏi. Cửa biển này cách trung tâm Thành phố Rạch Giá khoảng 10 km về phía nam. Nó cũng được gọi là cửa biển Rạch Giá. Bờ nam của Kênh Cái Sắn là một phần của Quốc lộ 80, nối liền Thành phố Long Xuyên và Thành phố Rạch Giá. Kênh Cái Sắn gần như song song với Kênh Thoại Hà.

## Lịch sử

Bản đồ hành chính Nam Kỳ thuộc Pháp (Cochinchine Francaise) năm 1878. Tác phẩm của Bigrel, Théophile (1828-1890).

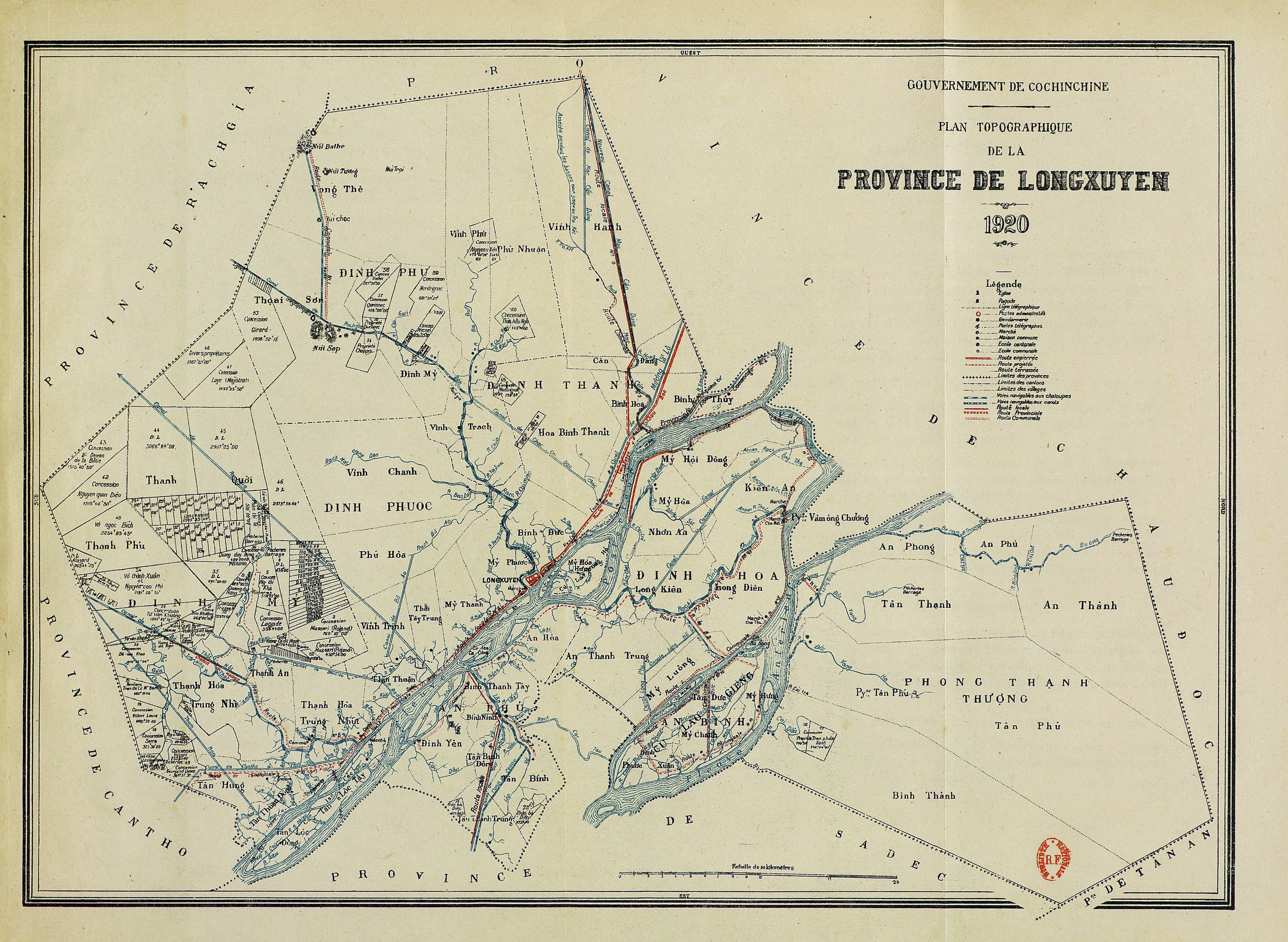
Kênh Cái Sắn trên bản đồ tỉnh Long Xuyên của xứ Nam Kỳ thuộc Pháp vào năm 1920.

Dưới thời kì thực dân Pháp (1862-1949), nhiều chương trình cải tổ và phát triển nông nghiệp được thực hiện, đặc biệt là vùng hạ nguồn sông Mékông từ những năm 1860 đến những năm 1930. Đến đầu thế kỉ XX, chỉ có hai hệ thống kênh đào lớn là Kênh Vĩnh Tế (1819-1824) và Kênh Rạch Giá-Long Xuyên hay trước đây còn được gọi là Kênh Thoại Sơn hay Kênh Thoại Hà (1818-1822) được đào dưới triều Nguyễn, phục vụ cho giao thông vận tải, phát triển nông nghiệp và quốc phòng. Kênh Cái Sắn được khởi công tháng 2 năm 1922 và hoàn thành tháng 9 năm 1923 cũng để tránh ngập úng, phục vụ cho việc khai thác nông nghiệp của chính quyền thực dân. Kênh đào bằng sáng múc, rộng 30m, bắt nguồn từ Vàm Cái Sắn với nhánh rạch tự nhiên Rạch Cái Sắn và kết thúc ở rạch tự nhiên mang tên Rạch Sỏi, theo sáng kiến của điền chủ Nguyễn Ngọc Chơn ở Long Xuyên.

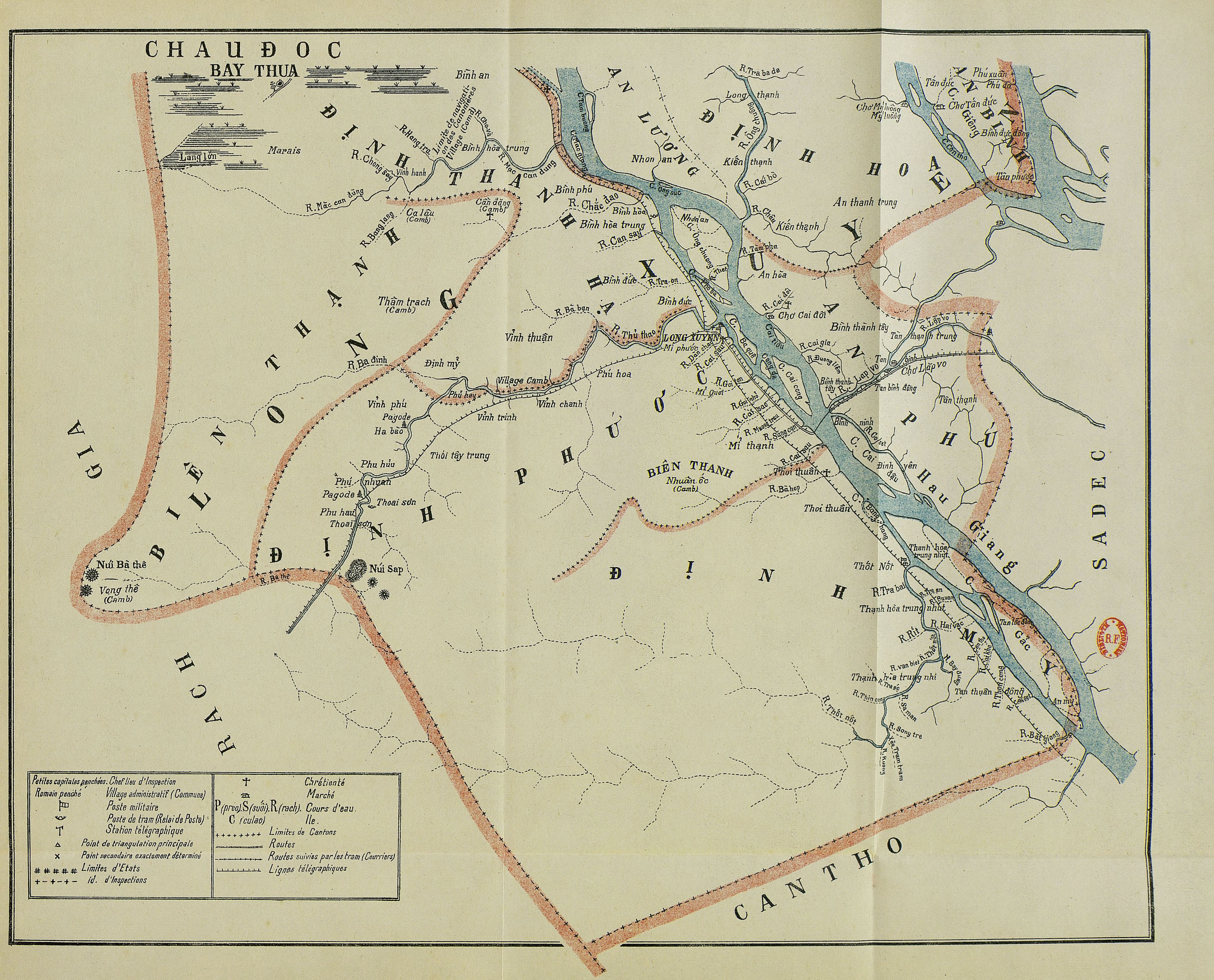
Nhánh sông Hậu thời Pháp thuộc. (Bản đồ tỉnh Long Xuyên của Nam Kỳ thuộc Pháp năm 1901)

Sau hiệp định Genève, năm 1954, những người di cư vào Nam quen với nông nghiệp được chính phủ Ngô Đình Diệm đưa về vùng Dinh Điền Cái Sắn, trước đó dưới quyền cai trị của các địa chủ thực dân. Chương trình tái định cư này cũng nằm trong chương trình cải cách địa điền lần thứ nhất (1955-1963) ở miền nam Việt Nam dưới thời Việt Nam Cộng Hoà bằng việc thu mua ruộng đất của các điền chủ dựa theo quy định giới hạn quyền sử dụng đất ở mức 100ha và phân phát ruộng đất cho những người di cư trong chương trình tái định cư. Vùng đất này được trải dài từ Láng Sen huyện Vĩnh Thạnh (Cần Thơ) tới Mông Thọ A huyện Tân Hiệp (Kiên Giang). Cho đến nay người dân di cư sống ở vùng này hay được gọi với tên dân Cái Sắn hay dân "54”.
Trong chương trình tái định cư, Kênh Cái Sắn được nạo vét, và các kênh mới hai bên bờ được đào theo hình xương cá, kênh cách kênh 1 đến 2 km. Phía tây bắc nối đến Kênh Thoại Hà, phía đông nam kéo dài đến vùng Cờ Đỏ, Giồng Riềng. Các kênh này phục vụ cho việc tái định cư của người di cư sau năm 1954.

## Lợi ích của kênh đào Cái Sắn
Vùng đất chạy dài theo trục của Kênh Cái Sắn hiện nay, trước đây là vùng đầm lầy, đất bị nhiễm phèn, chưa có kênh rạch đủ cho việc thoát nước. Vào cuối thế kỉ XIX, vùng này chủ yếu là rừng tràm chưa được khai phá và canh tác. Kênh đào Cái Sắn giúp cấp thoát nước cho một vùng rộng 6–7 km tính từ mạn sông giúp cho việc canh tác lúa. Khi vùng này được đưa vào chương trình cải cách ruộng đất, và tái định cư nhiều kênh ngòi chằng chịt được đào mới giúp mở rộng diện tích canh tác, cải tạo đất nhiễm phèn và đất nhiễm mặn. Hiện nay, khu vực quanh Kênh Cái Sắn là một trong những vựa lúa quan trọng của khu vực Đồng bằng sông Cửu Long.
Kênh Cái Sắn không chỉ phục vụ cho việc canh tác nông nghiệp, đây còn là trục giao thông đường thủy quan trọng để vận chuyển hàng hoá, nông sản, phục vụ cho việc phát triển kinh tế.

## Hiện nay

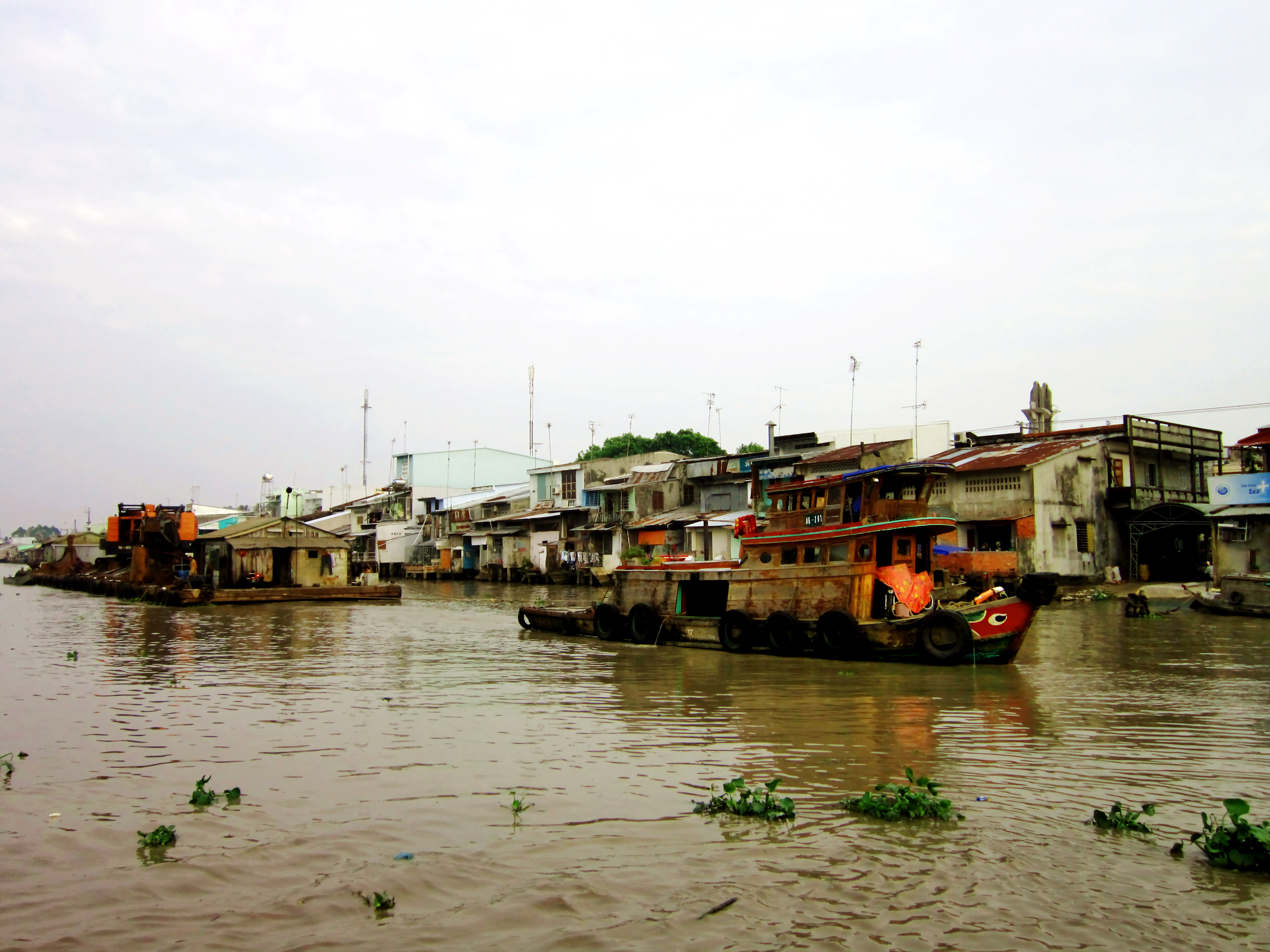
Kênh Cái Sắn đoạn chảy qua Vĩnh Thạnh

Kênh Cái Sắn được sử dụng như ranh giới của Tứ Giác Long Xuyên. Vùng đất xung quanh kênh này hiện nay phục vụ cho sản xuất nông nghiệp, chủ yếu là trồng lúa, bên cạnh đó cũng được sử dụng trồng rau màu và nuôi trồng thủy sản.